# أندي هيوز
أندي هيوز (بالإنجليزية: Andy Hug) (و. 1964 – 2000 م) هو لاعب كاراتيه، وملاكم كيك بوكسينغ سويسري، ولد في زيورخ، توفي في بونكيو، طوكيو، عن عمر يناهز 36 عاماً، بسبب ابيضاض الدم.